# Trachymene linearis
Trachymene linearis är en flockblommig växtart som beskrevs av Spreng.. Trachymene linearis ingår i släktet Trachymene och familjen flockblommiga växter. Inga underarter finns listade i Catalogue of Life.